# اورینگ

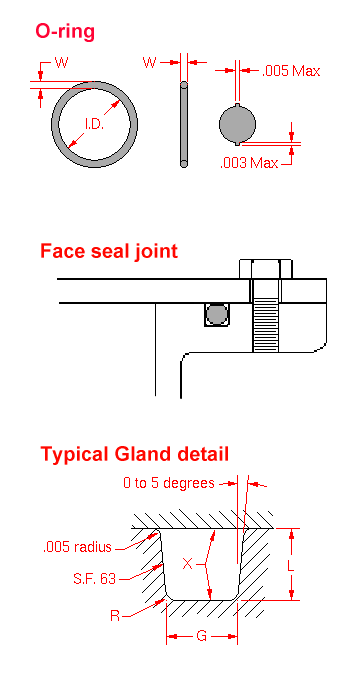
اورینگ‌های معمولی و کاربردهای آن

اورینگ (به انگلیسی: O-ring) نوعی درزبند مکانیکی و به شکل چنبره می‌باشد. اورینگ‌ها اغلب از جنس الاستومر و دارای سطح مقطعی گرد می‌باشند. اورینگ به‌طور رایج به گونه‌ای طراحی می‌شود که در یک شیار نشسته در طول فرایند مونتاژ بین دو یا چند قسمت فشرده می‌شود و سبب ایجاد یک آب‌بند مکانیکی در میان قسمت‌ها می‌شود.
از اورینگ ممکن است برای آب‌بندی دو قسمت ثابت (استاتیک) یا دو قسمت متحرک نسبت به هم (دینامیک) استفاده گردد. برای مثال از کاربردهای اورینگ به صورت دینامیک می‌توان به آب‌بندی شفت پمپ‌ها یا پیستون‌های سیلندرهای هیدرولیکی اشاره کرد. در کاربرد آب‌بندی مایع یا گاز به صورت استاتیک: (۱) اورینگ به گونه ای فشرده می‌شود که لقی به صفر می‌رسد، (۲) ماده اورینگ به گونه ای ولکانیزه شده که برای سیال غیرقابل نفوذ است، (۳) جنس اورینگ با سیال سازگار بوده و خورده نمی‌شود.
اورینگ‌ها یکی از متداول‌ترین روش‌های آب‌بندی در طراحی ماشین آلات می‌باشند چرا که ساخت آنها آسان، قیمت آنها ارزان، نصب آنها ساده و قابلیت اطمینان آنها بالا می‌باشد. اورینگ‌ها قابلیت آب‌بندی تا فشارهایی به میزان ۳۵۰ بار (۵۰۰۰ پوند بر اینچ مربع) را نیز دارند. ماکزیمم فشار قابل تحمل اورینگ به سختی آب‌بند و لقی شیار بستگی دارد.

## روش‌های ساخت
اورینگ‌ها را می‌توان به روش‌های مختلفی از قبیل: اکستروژن، قالب‌گیری تزریقی، قالب‌گیری فشاری یا قالب‌گیری انتقالی ساخت.

## تئوری و طراحی
اورینگ‌ها در سایزهای متنوع و با اندازه‌های استاندارد متریک و اینچی در بازار موجود هستند. سایز اورینگ‌ها با قطر داخلی و قطر سطح مقطع (ضخامت) آنها بیان می‌شود. استاندارد ISO 3601-1:2012 شامل انواع سایزهای استاندارد اورینگ‌ها، چه متریک و چه اینچی می‌باشد. در آمریکا بیشتر از سایز اینچی استفاده می‌شود که مطابق با استاندارد SAE AS568C است. برخی استانداردهای متداول دیگری مانند استاندارد BS001 تا BS932 در بریتانیا وجود دارند.
البته باید به این نکته توجه داشت که اورینگی که برای بازار طراحی و ساخته می شود به دو دسته اصلی تقیسم بندی می شود. 
1. دسته اول اورینگ استاندارد (مدار بسته): این دسته از اورینگ ها بر اساس جداول استاندارد(متریک و اینچی) در سایزهای متنوع بر اساس قطر داخلی و ضخامت تولید می شوند.
2. دسته دوم اورینگ متری (مدار باز): اورینگ های مدار باز شامل آن دسته از اورینگهایی می شوند، که در دسته بندی بالا نگنجد. معمولا برای اندازهای بسیار بزرگ و خارج از استاندارد. اورینگ های مدار باز بر اساس ضخامت و در متراژ توپی ، تولید و روانه بازار می شوند.

### کاربردهای متداول

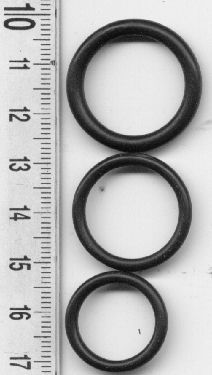
اندازه‌های گوناگونی از اورینگ

عملکرد موفق اورینگ بستگی به طراحی مکانیکی صلبی دارد که بتواند نیروی مؤثری به اورینگ برای تغییر شکل مورد نیاز به آن وارد کند. این کار باعث ایجاد تنش مکانیکی محاسبه شده‌ای بین نقاط تماس اورینگ می‌شود. تا زمانی که فشار سیال داخل محفظه از تنش تماسی اورینگ بیشتر نشود، نشتی ایجاد نخواهد شد. فشار داخل محفظه از طریق اورینگ فشرده شده، منتقل خواهد شد و در نتیجه هر چه فشار داخل محفظه بیشتر شود، تنش تماسی نیز بیشتر خواهد شد. به همین دلیل تا زمانیکه اورینگ دچار شکست مکانیکی نشود به راحتی می‌تواند محفظه را آب‌بند نگه دارد. متداول‌ترین عامل شکست عملکرد اورینگ‌ها، اکستروژن یا کشیده شدن اورینگ بین قطعات جفت شونده است.

سطح مقطع اورینگ (چپ) و برخی آب‌بندهای دیگر. O-ring در حقیقت رینگ یا حلقه ای است که سطح مقطع آن O-شکل یا دایره ای است. اورینگ یکی از کارآمدترین روش‌های آب‌بندی است.

آب‌بندی به گونی طراحی می‌شود که بین سطح آب‌بندی شونده و اورینگ یک تماس نقطه ای ایجاد گردد. اینکار باعث ایجاد یک تمرکز تنش موضعی بالا شده که به حفظ فشار بالای داخل محفظه کمک می‌کند، به گونه‌ای که مقدار آن از تنش تسلیم بدنه اورینگ فراتر نمی‌رود. ساختار منعطف و لاستیکی اورینگ‌ها به کاهش اثر نواقص موجود در سطوح کمک می‌کند، با این حال داشتن یک کیفیت سطح خوب برای آب‌بندی قابل اطمینان الزامی است، مخصوصاً در دماهای پایین که عملاً لاستیک به دمای انتقال شیشه رسیده و در حقیقت تبدیل به نوعی ساختار بلوری می‌گردد. در عملکردهای ساختار دینامیک یا اورینگ‌هایی که بر روی سطح می‌لغزند و حرکت دارند، پرداخت نهایی سطح بسیار اهمیت دارد. اگر سطح بیش از حد زبر باشد باعث آسیب دیدن و سایش اورینگ شده و اگر بیش از حد صاف باشد به آب‌بند اجازه روانکاری توسط فیلم مایع را نخواهد داد.

### کاربرد در خلاء
در کاربردهای خلاء، نفوذپذیری یا تراوایی ماده باعث بی فایده بودن تماس نقطه ای می‌شود. در عوض از فشارهای نصب خیلی بیشتری استفاده می‌گردد به گونه ای رینگ تمام سطح شیار را پر می‌کند. همچنین از رینگ‌های پشتیبانی برای جلوگیری از تغییر شکل بیش از حد استفاده می‌گردد. از آنجایی که آب‌بند فقط در معرض فشار محیط و فشار جزئی گاز داخل محفظه قرار می‌گیرد، شیب گرادیان آنها نزدیک آب‌بند زیاد و در داخل توده ملایم خواهد بود. (بر عکس گرادیان تنش تماسی) در خلاء فوق بالا با فشارهایی کمتر از {\displaystyle 10^{-9}} تور از اورینگ‌های با جنس مس یا نیکل استفاده می‌شود. همچنین در سیستم‌های خلاء ای که قرار است در داخل نیتروژن مایع فرو برده شود از اورینگ‌هایی با جنس ایندیم استفاده می‌شود، چرا که لاستیک در دماهای خیلی پایین سخت و شکننده می‌شود.

### کاربرد در دمای بالا
در برخی کاربردهای دما بالا برای جبران کردن اثر گف-ژول (منقبض شدن الاستومرهای تحت کشش در دمای بالا) اروینگ‌ها را به صورت متراکم در جهت مماسی نصب می‌کنند.

## جنس اورینگ‌ها

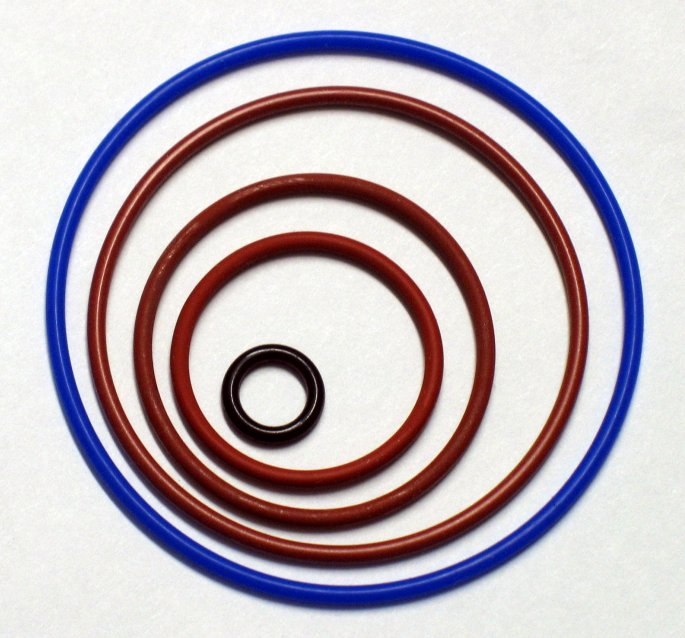
مجموعه ای از اورینگ‌ها با سایزهای مختلف.

انتخاب اورینگ‌ها بر اساس فاکتورهایی از قبیل: سازگاری شیمیایی، دمای کاری، فشار آب‌بندی، الزامات روانکاری، دورومتر، سایز و هزینه انجام می‌شود.

### لاستیک مصنوعی - ترموست‌ها
- :EPDM: مقاومت خوبی در برابر آب گرم و بخار، مواد شوینده، محلول‌های پتاس سوزآور، محلول‌های هیدروکسید سدیم، روغن‌ها و گریس‌های پایه سیلیکونی، بسیاری از حلال‌های قطبی و بسیاری از اسیدها و مواد شیمیایی رقیق شده دارد. فرمولاسیون‌های ویژه آن برای استفاده با روغن ترمزهای مبتنی بر گلیکول بسیار عالی هستند. برای استفاده با روغن‌های معدنی شامل روانکارها، روغن‌ها یا سوخت‌ها نامناسب است. ترکیبات آن با پراکسید برای دماهای بالا مناسب است.[۱۰]
- FKM که با نام تجاری وایتون شناخته می‌شود: اورینگ وایتون به دلیل مقاومت بسیار بالا در برابر گرما و طیف گسترده‌ای از مواد شیمیایی شهرت دارند. از سایر مزایای آن می‌توان به مقاومت آن در برابر پیری و فرسودگی، مقاوم بودن در برابر گاز ازون، نفوذپذیری گاز بسیار کم، و خاموش شدن خودبخودی آن در صورت آتش گرفتن اشاره کرد. مواد استاندارد FKM از مقاومت عالی در برابر روغن‌های معدنی و گریس‌ها، هیدروکربن‌های آلیفاتیک، آروماتیک و کلرینه شده، سوخت‌ها، روغن‌های هیدرولیک غیرقابل اشتعال (HFD) و بسیاری از حلال‌ها و مواد شیمیایی آلی برخوردار هستند. معمولاً در برابر آب گرم، بخار، حلال‌های قطبی، روغن ترمز مبتنی بر گلیکول و اسیدهای آلی با وزن کم مولکولی مقاوم نیستند.[۱۰]
- لاستیک نیتریل (NBR, HNBR, HSN, Buna-N): این ماده به دلیل قیمت نسبتاً پایین، خواص مکانیکی خوب و مقاومت در برابر روانکارها و گریس‌ها بسیار پرکاربرد است. خواص فیزیکی و شیمیایی متریال‌های NBR بستگی به درصد acrylonitrile (ACN) پلیمر پایه دارد: درصد کم آن باعث انعطاف‌پذیری خوب در دمای پایین شده، ولی مقاومت آن به روغن‌ها و سوخت‌ها را کاهش می‌دهد. هرچه درصد ACN افزایش یابد، انعطاف‌پذیری در دمای پایین کاهش یافته ولی مقاومت آن به روغن‌ها و سوخت‌ها افزایش می‌یابد. گریدهای استاندارد NBR معمولاً در برابر روغن‌های پایه معدنی، بسیاری از گریدهای روغن هیدرولیک، هیدروکربن‌های آلیفاتیک، روغن‌ها و گریس‌های پایه سیلیکونی، و آب تا دمای ۸۰ درجه سلسیوس مقاوم هستند. NBRها معمولاً در برابر هیدروکربن‌های آروماتیک و کلرینه شده، سوخت‌های با درصد آروماتیک بالا، حلال‌های قطبی، روغن ترمزهای پایه گلیکول و روغن هیدرولیک غیر-آتش‌گیر (HFD) مقاوم نیستند. همچنین NBR مقاومت کمی در برابر ازون، تغییر دما و فرسایش محیطی دارد. HNBR نسبت به NBR مقاومت خیلی بیشتری نسبت به گرما، ازون و فرسایش دارد و خواص مکانیکی خوبی از خود نشان می‌دهد.[۱۰]
- لاستیک سیلیکون (SiR): اورینگ‌های با جنس سیلیکون رابر به دلیل قابلیت کارکرد آنها در محدوده دمای گسترده و مقاومت فوق‌العاده به ازون و فرسایش محیطی، مورد توجه هستند. نسبت به اکثر الاستومرهای آب‌بندی، خواص فیزیکی سلیکون‌ها ضعیف است. در حالت کلی، سیلیکون‌ها از لحاظ فیزیولوژیکی بی خطر بوده و به همین دلیل در بسیاری از کاربردهای داروسازی و غذایی مورد استفاده قرار می‌گیرند. لاستیک سیلیکونی معمولی در برابر آب تا دمای ۱۰۰ درجه سلسیوس، روغن موتور و روغن گیربکس‌های آلیفاتیک، روغن‌های حیوانی و گیاهی مقاوم است، اما در برابر سوخت‌ها، روغن‌های معدنی آروماتیک، بخار (برای کوتاه مدت ۱۲۰ درجه سلسیوس را تحمل می‌کند)، روغن‌ها و گیریس‌های پایه سیلیکونی، اسیدها و قلیاها مقاومت ندارد.[۱۰]
- بوتادین رابر (RB)
- PTFE که با نام تجاری تفلون شناخته می‌شود
- EPR
- بوتیل رابر (IIR)
- هیپالون (CSM)
- اپیکلروهیدرین رابر (ECH, ECO)
- FFKM
- ACM
- نئوپرین
- پلی‌ایزوپرین
- لاستیک استایرین-بوتادین (SBR)

### ترموپلاستیک‌ها
- الاستومر ترموپلاستیک (TPE)
- TPO ,LDPE, HDPE, LLDPE, ULDPE
- پلی یورتان ترموپلاستیک (TPU)، پلی اتر، پلی استر: تفاوت پلی یورتان‌ها با الاستورمرهای کلاسیک در خواص مکانیکی بسیار بهتر آنهاست. مخصوصاً آنها از مقاومت بالایی در برابر سایش، خوردگی و اکستروژن، استحکام کششی بالا و مقاومت عالی در برابر پارگی برخوردار هستند. پلی یورتان‌ها به‌طور کلی در برابر فرسایش و ازن، روغن‌ها و گریس‌های معدنی، روغن‌ها و گریس‌های پایه سیلیکونی، مایعات هیدرولیک غیرقابل اشتعال HFA و HFB، آب تا ۵۰ درجه سلسیوس و هیدروکربن‌های آلیفاتیک مقاوم هستند.[۱۰]
- TEEE
- PEBA
- MPR
- TPV
- Buna-N